# Roberto IV delfino d'Alvernia
Roberto d'Alvernia, in francese Robert III (comte de Clermont) (XIII secolo – 29 gennaio o 7 marzo 1324) fu conte di Clermont e di Montferrand e Delfino d'Alvernia dal 1282 fino alla sua morte.

## Origine
Roberto era il figlio maschio primogenito del Delfino d'Alvernia, Conte di Clermont e di Montferrand, Roberto III e della moglie, Matilde d'Alvernia, come conferma lo storico, chierico, canonista e bibliotecario francese, Étienne Baluze), figlia del Conte d'Alvernia, Guglielmo X e della moglie, Adelaide di Brabante; anche il fratello di Matilde, Roberto V d'Alvernia, conte d'Alvernia e conte di Boulogne, ricorda il matrimonio della sorella in due documenti delle Preuves de l'Histoire généalogique de la maison d'Auvergne, tome II, uno del 1276 ed uno del 1277.
Roberto III delfino d'Alvernia era il figlio maschio primogenito del Delfino d'Alvernia, Conte di Clermont e di Montferrand, Roberto II e della moglie, Alice di Ventadour, come conferma lo storico, chierico, canonista e bibliotecario francese, Étienne Baluze), figlia del visconte di Ventadour, Ebles e della sua seconda moglie, Maria di Turenna; anche un documento delle Preuves de l'Histoire généalogique de la maison d'Auvergne, ci conferma che Roberto era figlio di Roberto II e Alice (Rotbertus dominus Camaleriæ comes Claromontis et Alays uxor eius et Rotbertus filius eorum).

## Biografia
Il 3 novembre 1281, suo padre, Roberto III (Robertus comes Claromontensis et Alverniæ Delphinus) redasse il suo testamento, dove designò suo erede, Roberto, il figlio maschio primogenito (Robertum filium nostrum primogenitum), e definì i lasciti ai figli, Guglielmo (Guillelmum filium nostrum clericum), Guido (Guidonem filium nostrum fratrem domus militiæ Templi), Mafalda (Mahaus filiam nostram) e Alice (Ahelis filiam nostram monialem monasterii de Font Ebraut) ed il fratello Ugo (Hugonem Delphini fratrem nostrum).
Suo padre, Roberto III, morì circa cinque mesi dopo, il 20 marzo 1282 e Roberto, in quanto figlio primogenito, gli succedette come Roberto IV.
Roberto continuò a definirsi Delfino e Conte di Clermont; secondo il Dauphin et Dauphiné en Dauphiné en Auvergne et en Forez, Dauphins d'Avergne, nei suoi documenti usò definirsi  Rotbertus Delphini, comes Claromontensis oppure Rotbertus comes Claromontensis, delphinus Alverniae.
Roberto (Robertus comes Claromontensis et Delphinus Arverniæ), nel 1296, redasse il suo testamento con cui designava come suo erede universale il figlio di primo letto, Giovanni (Johannem filium meum quem Alixens de Mercorio quondam dilectam uxor mea a me suscepit), definendo i vari lasciti agli altri figli di primo e secondo letto; il testamento si trova nelle Preuves de l'Histoire généalogique de la maison d'Auvergne, tome 2.
Nel 1302, Roberto (Robertus comes Claromontensis et Delphinus Arverniæ) redasse un nuovo testamento, col quale confermava Giovanni suo erede universale, specificando meglio i lasciti per gli altri figli.
Nel 1308, Roberto prese parte alla guerra tra Erardo di Saint-Veran e Edoardo di Montaigu, schierandosi con Edoardo, e partecipò personalmente alla battaglia, che si svolse nel giorno della ricorrenza di San Dionigi di Parigi -
Roberto morì il 29 gennaio 1324 e fu inumato nell'abbazia di Sant'Andrea; secondo un documento delle Preuves de l'Histoire généalogique de la maison d'Auvergne, tome 2, invece morì il 7 marzo (VII Martii. Obit dominus Robertus comes Claromontis et Dalphinus Arverniæ anno MCCCXXIV). Come Delfino d'Alvernia, gli succedette il figlio Giovanni.

## Matrimoni e discendenza
Nel 1279 Roberto aveva sposato Alice di Mercoeur († 15 luglio 1286), figlia di Beraud VI, Signore di Mercoeur e della moglie, Beatrice di Borbone. Alice era al suo terzo matrimonio, avendo sposato in prime nozze Ponzio di Montiaur, come conferma il contratto di matrimonio del dicembre 1257, a cui non diede figli e dal quale si separò; in seconde nozze, aveva sposato Ademaro III di Poitiers, conte di Valentinois, come conferma il contratto di matrimonio del mese di aprile 1268, a cui aveva dato un figlio, Guglielmo di Poitiers, lasciato alla tutela del fratellastro di Guglielmo, Ademaro IV di Poitiers, come ci viene confermato da un documento delle Preuves de l'Histoire généalogique de la maison d'Auvergne, tome 2, datato 1278; Alice, rimasta vedova, nel 1277, come viene confermato dal precedente documento del 1278, l'anno seguente si sposò in terze nozze, con Roberto; nel giugno del 1286, Alice fece testamento, citando i suoi figli ancora viventi Guglielmo, Giovanni (Guillelmum et Johannem filios meos) e Delfina (Delphinæ filiæ meæ); Alice morì il 15 luglio 1286 (XV Julii. obit domina Alixens comitissa Claromontensis MCCLXXXVI) e fu sepolta nell'abbazia di Sant'Andrea di Clermont, come da volontà testamentarie.
Roberto da Alice ebbe due o quattro figli:
- Roberto[23][24] († prima del giugno 1286), non viene citato in nessun documento
- Giovanni († 1352), citato nei testamenti dei genitori[11][12][20], Delfino d'Alvernia[16]
- Guglielmo[23][24] († dopo il 1308), non viene citato nei due testamenti del padre[11][12] ed in quello della madre, il Guglielmo citato è, molto probabilmente, il figlio di primo letto[20]; vi è un documento delle Preuves de l'Histoire généalogique de la maison d'Auvergne, tome 2, datato 1278, che cita un Guglielmo delfino d'Alvernia, signore di Monterugoso (Guillelmi Delphini de Arvernia dominus castri de Monterugoso)[25]
- Delfina († dopo il 1308), citata nei testamenti dei genitori[11][12][20], badessa a Magemont, citata (Dalphina humilis abbatissa monasterii Medii montis Cisterciensis ordinis Claromontensis diocesis) in un documento del 1321, inerente ad un accordo col padre (Robertus Delphini comes Claromontensis), per alcuni terreni[26].

Dopo essere rimasto vedovo, Roberto si fidanzò con Isabella di Rodez, figlia di Enrico II, Conte di Rodez e visconte di Carlat, e della sua prima moglie Marchesa Del Balzo, come ci conferma il contratto di matrimonio, datato 1288; però il matrimonio non fu celebrato.
Nel 1289, Roberto sposò la signora di Jaligny, Isabella di Châtillon, figlia di Ugo di Châtillon Signore di Châtillon e di Jaligny e della moglie, Isabella di Mello; il contratto di matrimonio fu stipulato nel maggio 1289; Isabella era al suo secondo matrimonio, era vedova di Guido di Châteauvillain, che aveva sposato nel 1284, dopo aver stipulato un contratto di matrimonio, nel 1276; Isabella morì il 1º ottobre 1297 (Kal. octobris. obit domina Isabellis, domina Jalinaci, comitissa Claromontensis, anno Domini MCCXCVII) e fu sepolta nell'abbazia di Sant'Andrea di Clermont, come da volontà testamentarie.
Roberto da Isabella ebbe quattro figli:
- Roberto († 1330), citato nel testamento del padre (Rotbertum et Hugonem filios meos et Beatricem filiam meam quos suscepit a me domina Ysabellis carissima uxor mea domina de Jaligniaco)[11]
- Ugo († 1348), citato nel testamento del padre (Rotbertum et Hugonem filios meos et Beatricem filiam meam quos suscepit a me domina Ysabellis carissima uxor mea domina de Jaligniaco)[11]
- Isabella († 1327), citata nel testamento del padre (Ysabelli filiæ meæ quæ est in monasterio Belli-montis)[11]
- Beatrice († 1301), citata nel testamento del padre (Rotbertum et Hugonem filios meos et Beatricem filiam meam quos suscepit a me domina Ysabellis carissima uxor mea domina de Jaligniaco)[11]

### Fonti primarie
- (LA)  Baluze, Preuves de l'Histoire généalogique de la maison d'Auvergne, tome 2.
- (LA)  Preuves de l'Histoire généalogique de la maison d'Auvergne.

### Letteratura storiografica
- (FR)  Dauphin et Dauphiné en Dauphiné en Auvergne et en Forez, Dauphins d'Avergne.
- (FR)  Baluze, Histoire généalogique de la maison d'Auvergne, tome 1.
- (FR)  L'art de vérifier les dates des faits historiques, des chartes, des chroniques.
- (FR)  Histoire généalogique de la maison d'Auvergne, justifiée par chartes, titres.